# Svetogorsk

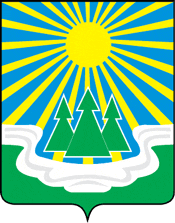
Stadens vapen.

Enso (ryska Светогорск, Svetogorsk) är en stad i Leningrad oblast i Ryssland. Staden är belägen vid älven Vuoksens översta lopp, 1 km från finsk-ryska gränsen, 5 km söder om Imatra. Folkmängden i centralorten uppgick till 15 827 invånare i början av 2015, med totalt 20 192 invånare i hela kommunen (inklusive Lesogorskij).

## Ekonomi
Företaget Stora Ensos finska del härstammar från Enso-Gutzeit OY som hade en omfattande trä- och pappersindustri på orten. Det amerikanska bolaget International Paper som numera äger fabriken sysselsätter 3 000 personer. Svenska SCA:s industri för hygienprodukter, Svetogorsk Tissue har 400 anställda.

## Historia
Staden tillhörde Finland fram till 1940 då den avträddes till dåvarande Sovjetunionen. Hela befolkningen på 10 000 invånare överflyttades till nuvarande Finland. När staden var finsk tillhörde den Viborgs län. 